# أوتش بلاغ (قشلاق الجنوبي)
أوتش بلاغ (بالفارسية: اوچبلاغ) هي منطقة سكنية تقع في إيران في قسم قشلاق الجنوبي الريفي. يقدر عدد سكانها بـ 50 نسمة .